# Österreichische Gesellschaft vom Weißen Kreuze

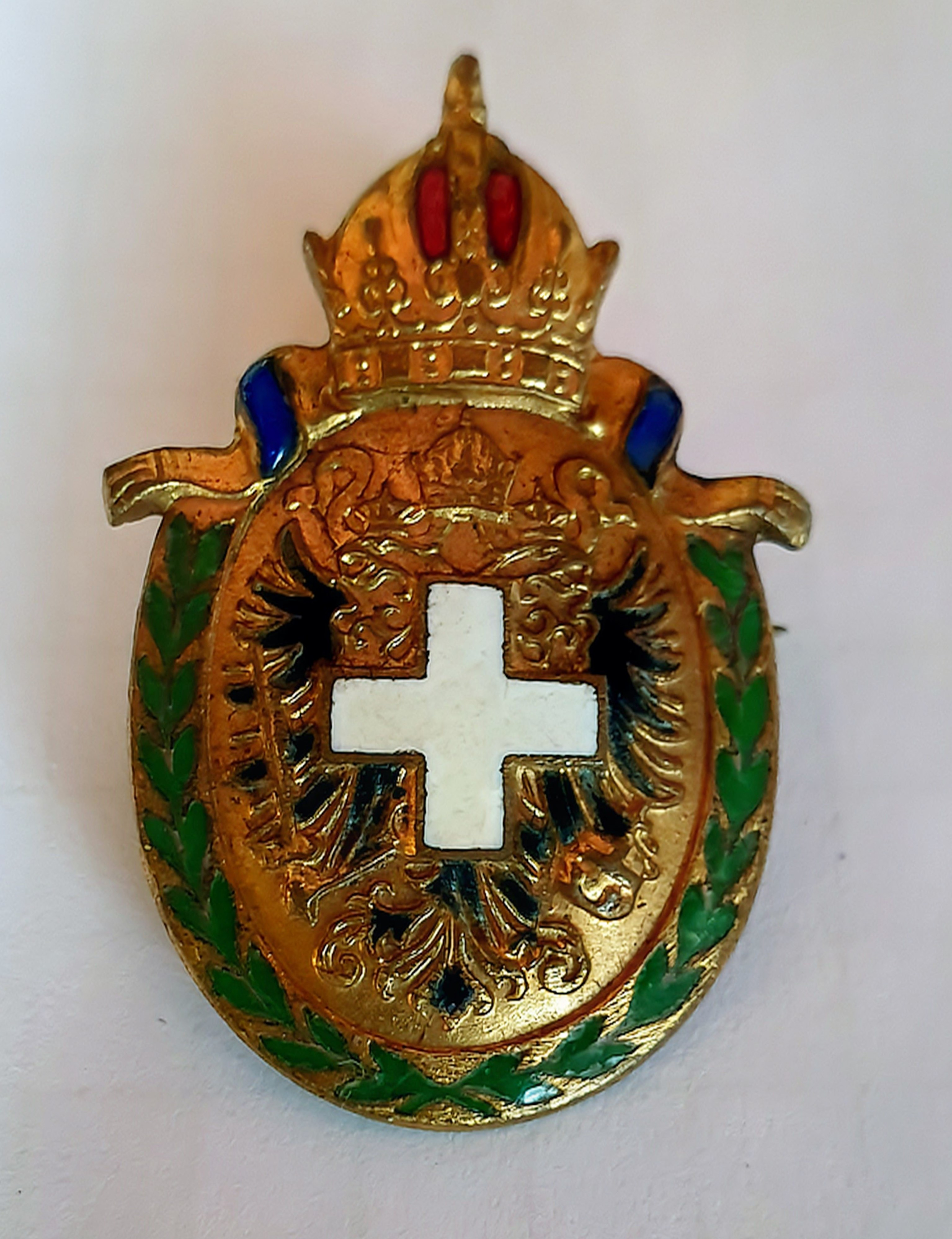

Die Österreichische Gesellschaft vom Weißen Kreuze hatte zum Ziel, in Friedenszeiten leidende kriegsversehrte Angehörige des kaiserlich-königlichen Heeres Österreich-Ungarns vor allem in Kuranstalten zu betreuen. Sie wurde am 2. Februar 1882 gegründet mit Sitz in Nestroyhaus. Erster Protector war Kronprinz Rudolf, nach dessen Tod 1889 übernahm am 3. Dezember Erzherzog Carl Ludwig die Schirmherrschaft, die dann auf Erzherzog Friedrich überging.

„Wie der Hilfsverein vom Rothen Kreuze sich das patriotische Ziel gesteckt hat, im Kriege die Obsorge über Pflege und Unterstützung verwundeter oder erkrankter Krieger in organischem Zusammenwirken zu übernehmen, so fand sich - und hierin ist Österreich allen Staaten mit nachahmenswertem Beispiele vorangegangen - eine Gesellschaft von Patrioten zusammen, welche zur Ergänzung der Wirksamkeit des Rothen Kreuzes sich bekanntlich die Aufgabe gestellt hat, auch in Friedenszeiten für Unterkunft und Pflege leidender Angehöriger des kaiserlich-königlichen Heeres in Curanstalten des In- und Auslandes, sowie für Errichtung eigener Curhäuser Sorge zu tragen. Die glückliche und rasche Begründung eines erwähntem Zwecke dienenden Militär-Curhauses zu Marienbad im Jahre 1881 hatte den Wunsch wachgerufen, auch an anderen Orten ähnliche Heilanstalten zu errichten. So entstand am 2. Februar 1882 die Österreichische Gesellschaft vom Weißen Kreuze, welche in Anerkennung ihres patriotischen Bestrebens von Allerhöchster Seite bald in Seiner kaiserlichen und königlichen Hoheit dem Kronprinzen Erzherzog Rudolf einen erlauchten Protector fand. Zusehends erstarkte der Verein, so dass im Jahre 1889 bereits in Abbazia, Bad Hall, Meran, Hof-Gastein und Marienbad Curhäuser in Benützung standen, der Bau eines solchen in Carlsbad und die Erwerbung des Mecklenburger Hauses in Gräfenberg in Aussicht genommen werden konnte, in erwähnten Curhäusern bis zu oberwähntem Zeitpunkte bereits 1477 Officiere, 103 Cadetten, 468 Officiersfrauen und Kinder und 15 sonstige Armee-Angehörige Unterkunft und Verpflegung fanden und mehr als 15.000 Flaschen Mineralwässer verabreicht wurden. Am Schlüsse des Jahres 1889 stellte sich das Reinvermögen der Gesellschaft auf 151.695 fl., worunter 72.800 fl. an schuldenfreien Realitäten.“